# Liste der Abgeordneten zum Krainer Landtag (IV. Gesetzgebungsperiode)
Diese Liste der Abgeordneten zum Krainer Landtag (IV. Gesetzgebungsperiode) listet alle Abgeordneten zum Krainer Landtag des Kronlandes Krain in der IV. Gesetzgebungsperiode auf. Die Gesetzgebungsperiode reichte von 1870 bis 1871. 

## Wahlen und Sessionen
Mit dem Kaiserlichen Patent vom 21. Mai 1870 wurde der Krainer Landtag der IV. Gesetzgebungsperiode aufgelöst. Die Wahlen für den folgenden Landat fanden am 27. Juni 1870 (Kurie der Landgemeinden), 28. Juni 1870 (Kurie der Industrie- und Handelskammer bzw. der Städte und Märkte) sowie am 1. Juli 1870 (Kurie der Großgrundbesitzer) statt. Die Angelobung erfolgte in der ersten Sitzung am 20. August 1870. Mit dem 25. November 1871 wurde der Landtag durch ein weiteres Kaiserliches Patent aufgelöst.
In der Gesetzgebungsperiode gab es zwei Sitzungsperioden (Sessionen):
- I. Session: 20. bis 30. August 1870
- II. Session: 14. September bis 14. Oktober 1871

## Landtagsabgeordnete
Der Landtag umfasste 37 Abgeordnete. Dem Landtag gehörten dabei 10 Vertreter des Großgrundbesitzes, 2 Vertreter der Handels- und Gewerbekammer Laibach, 8 Vertreter der Städte und 16 Vertreter der Landgemeinden. Hinzu kam die Virilstimme des Bischofs von Laibach. Die Wahlperiode reichte von 1870 bis 1871.
Die Tabelle enthält im Einzelnen folgende Informationen:
| Name:        | Name des Abgeordneten |
| Wahlklasse:  | Die dem Klassenwahlrecht entsprechende Wahlklasse bzw. Kurie: I. Wahlklasse = Virilstimme (Bischof von laibach); II: Adelige des Großen Grundbesitzes; III: Handels- und Gewerbekammer; IV: Zensuswahlklasse unterteilt nach Städten/Orten bzw. Landgemeinden; |
| Region:      | Die im Wahlbezirk enthaltenen Städte bzw. Gerichtsbezirke (Landgemeindewahlbezirke) |
| Anmerkungen: | Veränderungen während der Periode durch Tod, Mandatsverzicht oder spätere Angelobung |

| Name                            | Wahlklasse                 | Region                         | Anmerkung                                                                       |
| ------------------------------- | -------------------------- | ------------------------------ | ------------------------------------------------------------------------------- |
| Apfaltrern Otto von             | Großgrundbesitz            |                                |                                                                                 |
| Auersperg Alexander von         | Großgrundbesitz            |                                |                                                                                 |
| Barbo-Waxenstein Josef Emanuel  | Landgemeinden              | Treffen, Sittich etc.          |                                                                                 |
| Blagay Ludwig                   | Großgrundbesitz            |                                | am 12. September 1871 angelobt                                                  |
| Bleiweis Janez                  | Landgemeinden              | Laibach Umgebung               |                                                                                 |
| Conrad von Eybesfeld Sigmund    | Städte und Märkte          | Idra                           | Mandatsverzicht am 28. August 1871                                              |
| Costa Ethbin Heinrich           | Landgemeinden              | Adelsberg, Planina etc.        |                                                                                 |
| Deschmann Karl                  | Großgrundbesitz            |                                |                                                                                 |
| Gauster Moritz                  | Städte und Märkte          | Stein, Radmannsdorf, Neumarktl | Mandat am 22. August 1870 aufgehoben                                            |
| Grabrijan Jurij                 | Landgemeinden              | Wippach und Idria              |                                                                                 |
| Horak Janez                     | Handels- und Gewerbekammer |                                |                                                                                 |
| Irkic Janez                     | Städte und Märkte          | Idra                           | am 13. September 1871 als Nanchfolger von Sigmund Conrad von Eybesfeld angelobt |
| Jugovic Ladoslav                | Städte und Märkte          | Lak und Krainburg              |                                                                                 |
| Kaltenegger Friedrich           | Städte und Märkte          | Laibach                        |                                                                                 |
| Klun Vinzenz                    | Großgrundbesitz            |                                | Mandatsverzicht am 20. August 1871                                              |
| Koren Matija                    | Landgemeinden              | Adelsberg, Planina etc.        |                                                                                 |
| Kotnik France                   | Städte und Märkte          | Oberlaibach, Laas, Adelsberg   |                                                                                 |
| Kozler Peter                    | Landgemeinden              | Gottschee, Reifnitz etc.       |                                                                                 |
| Kramarić Martin                 | Landgemeinden              | Cerembl, Möttling              |                                                                                 |
| Kramar France                   | Landgemeinden              | Krainburg, Neumarktl, Lak      |                                                                                 |
| Kromer Franz                    | Städte und Märkte          | Gottschee, Reifnitz            |                                                                                 |
| Langer von Podgoro Franz Viktor | Großgrundbesitz            |                                |                                                                                 |
| Margheri-Comandona Albin von    | Großgrundbesitz            |                                |                                                                                 |
| Murnik Janez                    | Städte und Märkte          | Stein, Radmannsdorf, Neumarktl | am 22. August 1870 angelobt                                                     |
| Pintar Lorenz                   | Landgemeinden              | Radmannsdorf, Kronau           |                                                                                 |
| Poklukar Jože                   | Landgemeinden              | Laibach Umgebung               |                                                                                 |
| Razlag Radoslav                 | Landgemeinden              | Lak, Krainburg, Neumarktl      |                                                                                 |
| Rastern Nikomed von             | Großgrundbesitz            |                                |                                                                                 |
| Rudesch Franz                   | Großgrundbesitz            |                                |                                                                                 |
| Rudež Karol                     | Städte und Märkte          | Rudolfswerth                   |                                                                                 |
| Savinscheg Josef Emanuel        | Großgrundbesitz            |                                | am 12. September 1871 angelobt                                                  |
| Svetec Luka                     | Landgemeinden              | Gottschee, Reifnitz etc.       |                                                                                 |
| Suppan Josef                    | Städte und Märkte          | Laibach                        |                                                                                 |
| Supan Valentin                  | Handels- und Gewerbekammer |                                |                                                                                 |
| Tavčar Michael                  | Landgemeinden              | Treffen, Sittich etc.          |                                                                                 |
| Thurn-Valsassina Hyazinth       | Großgrundbesitz            |                                |                                                                                 |
| Toman Janez                     | Landgemeinden              | Stein und Egg                  |                                                                                 |
| Widmer Bartholomäus             | Virilstimme                |                                |                                                                                 |
| Wurzbach-Tannenberg Karl von    | Großgrundbesitz            |                                | Mandatsverzicht am 12. August 1871                                              |
| Zagorec Jože                    | Landgemeinden              | Rudolfsweth, Landstraß etc.    |                                                                                 |
| Zarnik Valentin                 | Landgemeinden              | Treffen, Sittich etc.          |                                                                                 |